# Sphiggurus spinosus
Coendou épineux, Porc-épic préhensile du Paraguay
Espèce
Statut de conservation UICN

 LC  : Préoccupation mineure
Statut CITES
Le Porc-épic préhensile du Paraguay ou Coendou épineux (Sphiggurus spinosus) est une espèce qui fait partie des rongeurs de la famille des Erethizontidae,. On rencontre ce porc-épic à queue préhensile d'Amérique du Sud en Argentine, au Brésil, au Paraguay et en Uruguay où cet animal terrestre arboricole vit dans la canopée des forêts.

## Classification
Cette espèce a été décrite pour la première fois en 1823 par le zoologiste français Frédéric Cuvier (1773-1838), frère du célèbre naturaliste Georges Cuvier. Elle était autrefois classée dans le genre Coendou, ce qui explique ses noms vernaculaires.
Synonymes :
- Coendou spinosus
- Coendou paraguayensis